# Tornada-Wallingford

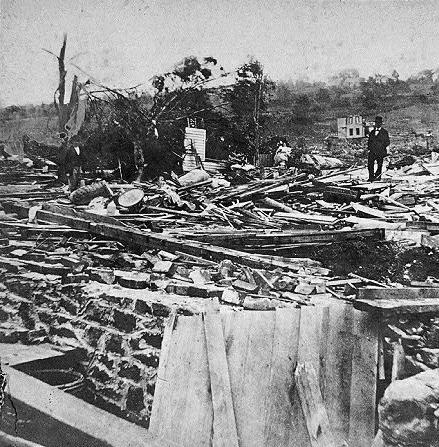
Tornada Wallingford

Tornada Wallingford a fost o tornadă care în august 1878 a distrus orașul Wallingford, Connecticut din regiunea Noua Anglie din SUA. Este considerată în istorie cea mai puternică tornadă din statul Connecticut. Distrugerile provocate de tornadă în 3 ore s-au soldat cu 34 de morți și cel puțin 70 de răniți, fiind distruse 35 de case. O catastrofă asemănătoare a produs în 1953 tornada Worcester.

## Descrierea evenimentului
În Wallingford ziua de 9 august 1878 s-a anunțat ca o zi senină. Către ora 17 au apărut nori negri vestitori de furtună. După o jumătate de oră cerul era întunecat, a început să fulgere și deplasarea pe cer a norilor s-a accelerat. Începutul dezastrului a fost anunțat printr-un vârtej de aer care se deplasa prin oraș și distrugea clădirile. La dezlănțuirea furiei vântului, acesta a luat case de pe fundament și le-a dus pe sus la peste 180 m distanță. Arbori mari au fost frânți sau dezrădăcinați. O chitanță a fost găsită ulterior la 105 km de oraș în zona Wakefield-Peacedale din statul american Rhode Island. Sub acțiunea vântului, școala nouă din cărămidă, precum și biserica catolică s-au dărâmat, iar pietrele grele de mormânt au fost spulberate prin cimitir.
Vântul a lăsat o urmă de distrugeri pe o lungime de 3,5 km și cu lățimea de 180 m. Furtuna a mai provocat distrugeri și în regiunile din sudul orașului, însă numărul victimelor nu se cunoaște. Pe la ora 20 furtuna a încetat și s-a retras spre Atlantic.